# 오포니우스 티겔리누스
오포니우스 티겔리누스(Ofonius Tigellinus (c. 10 – 69)는 로마 황제 네로 집권기인 62년-68년에 친위대라 알려진, 로마 제국의 황제 경호 부대의 사령관이다. 티겔리누스는 네로의 어머니 소 아그리피나와의 친분을 통해 황가의 총애를 얻었고, 그의 전임자 섹스투스 아프라니우스 부루스가 사망하면서 친위대 사령관으로 임명되었으며, 처음에는 사령관직을 파이니우스 루푸스와 그 뒤에는 님피디우스 사비누스와 같이 맡았다.
네로의 친구로서 그는 로마 일대에서 잔인함과 냉담함으로 빠르게 유명세를 얻었다. 그렇지만 60년대 중반기에, 네로가 민중들과 군대에서 인기가 점차 없어지게 되자, 몇 차례의 반란으로 이어졌고 이는 궁극적으로 68년에 그의 몰락과 자결로 연결되었다. 네로의 몰락이 임박하자, 티겔리누스는 그를 버리고 새로운 황제 갈바에 대한 충성하기로 한다. 티겔리누스에게는 불행히도, 갈바가 즉위한 지 여섯 달 만에 오토가 황제 자리를 대신하였다. 오토는 티겔리누스의 처형을 명했고, 이에 따라 그는 자결을 하였다.

## 생애
서기 10년경에 태어난 가이우스 오포니우스 티겔리누스는 초라한 출신이었다. 그리스계 (혹은 히스파니아계)인 그의 가문은 시칠리아 아그리겐툼 토착민이었다. 그의 아버지는 전해진 바에 의하면 남부 이탈리아의 스킬레티움에서 망명자로 살았고, 티겔리누스도 그곳에서 태어났을 수 있다. 20대 때, 그는 로마에서 살고 있었고 황가와 접촉이 있었다. 칼리굴라 집권기인 39년에, 그는 로마에 거주하는 것이 금지되었다. 그는 칼리굴라의 살아있는 자매인 소 아그리피나와 율리아 리빌라 등과 간통 혐의에 있었다. 그의 추방은 다음 황제인 클라우디우스 때인 41년에 끝났으나, 황궁에 출입하는 것이 금지되었다.
티겔리누스는 로마 역사가 타키투스에 의하면 부도덕한 젊은 시절과 잔인한 노년 시절을 보냈다고 한다. 성년 때, 그는 맨 처음에는 그리스에서 상인으로 일했었다. 이후에, 그는 재산을 상속하여, 이탈리아 본토 지역인 풀리아와 칼라브리아의 토지를 구매하였고 경주마 사육에 전념했다. 이 직업을 통해서 그는 마침내 네로의 인정과 총애를 받았으며, 그는 네로의 비행과 잔인함을 돕고 사주하였다. 60년경에 로마에 자리 잡은 그는 로마시의 준군사 경찰 조직인 수도 군단 세 개의 지휘관인 프라이펙투스 우르비가 되었다. 62년에 섹스투스 아프라니우스 부루스가 사망할 때, 티겔리누스는 그의 친위대 사령관직을 이어 받았다. 그는 네로의 가장 가까운 이이자 가장 신뢰받는 조언가라는 그의 자리를 유지하기 위해 그의 부지휘관들인 파이니우스 루푸스와 님피디우스 사비누스 연달아 박해하였다. 그는 또한 네로의 첫째 부인 클라우디아 옥타비아의 살인을 정당화하기 위한 증거를 위조하기도 했다. 64년에, 그는 아그리파 욕장에서 주선한 난교 파티로 악명을 떨쳤다.
64년 7월에, 그는 로마 대화재와 관련하여 방화 혐의를 의심받았다. 화재가 초기에 잡힌 뒤에, 로마에 있는 티겔리누스 토지에서 화재가 다시 일어났다. 이는 티겔리누스가 방화범이라는 타키투스의 주장으로 이어졌다.
가이우스 칼푸르니우스 피소의 무산으로 돌아간 음모 사태에 대한 조사가 이뤄지던 65년에, 티겔리누스와 네로의 두 번째 아내 포파이아 사비나는 일종의 추밀원을 조직하여, 쿠르티에이자 소설가인 페트로니우스 아르비테르의 반역 혐의에 대한 부당한 고발을 하였다. 해안 휴양 도시인 쿠마에의 자택에서 체포된, 페트로니우스는 처형 선고가 떨어지는 것을 기다리지 못하였다. 대신에, 그는 목숨이 위태롭도록 피를 흘리는 법을 택할 때까지 전해진 바에 따르면 며칠이 지나가도록 손목을 자르고 지혈하는 행위를 반복하면서 자살을 하기로 하는데, 그는 이 기간 동안 친구들을 즐겹게 했다고 한다.
67년에 티겔리누스는 그리스에 가려던 네로와 동행하였다. 그는 유명 장군 코르불로가 사망하는 데 한 몫했는데, 코르불로 역시도 그리스에 오도록 초청받았지만 자결을 명 받고 말았다.
네로의 몰락이 긴박해진 68년에, 티겔리누스는 추정상 '불치병'을 앓고 있던 그를 배반하였다(그는 암에 걸린 것으로 보인다.) 공동 지휘관인 님피디우스 사비누스와 함께, 그는 친위대의 탈영을 초래하였다. 그 뒤에 님피디우스는 그에게 지휘권을 포기하라고 명령했다. 새로운 황제 갈바 시기에, 그는 갈바의 총애를 받는 티투스 비니우스와, 티겔리누스가 한때 자신의 목숨을 구해주었고 당시에 미망인이던 갈바의 딸에게 화려한 선물을 바치며 목숨을 간신히 구했다.
69년 1월에 즉위한 다음 황제 오토는 민중들이 몹시나 싫어하던 이들을 제거하기로 결정했다. 해안가에 자리 잡은 스파 도시 시누에사 인근에 있는 교외 지역 사유지에서, 티겔리누스는 로마로 복귀하라는 황제의 명을 받았다. 죽음이 임박할 것이라는 걸 알고 있던 그는 뇌물을 주는 방식으로 목숨을 구해보려 했으며, 만일의 사태에 대비해 물가에 배를 정박해 두었다. 이 시도가 실패하자, 그는 오토의 전령에게 뇌물을 주었고 작별 잔치를 여는 걸 허락받았다. 잔치가 끝난 뒤, 그는 떠나기 전 면도를 해야한다는 핑계를 들었고, 면도칼로 목을 베어 자결을 하였다.

## 사료
- 본 문서에는 현재 퍼블릭 도메인에 속한 브리태니커 백과사전 제11판의 내용을 기초로 작성된 내용이 포함되어 있습니다.
- Tacitus Historiae 1.72.2, 1.72.19
- Tacitus Annales 14.51
- Stein, Arthur (1937), "Ofonius Tigellinus", Realencyclopädie der classischen Altertumswissenschaft, volume 17, part 2, columns 2056–2061.

| 이전 섹스투스 아프라니우스 부루스 | 프라이펙투스 프라이토리오 62–68 With: 파이니우스 루푸스 님피디우스 사비누스 | 이후 코르넬리우스 라코 |